# Вокер Тауншип (округ Сентер, Пенсільванія)
Вокер Тауншип (англ. Walker Township) — селище (англ. township) в США, в окрузі Сентр штату Пенсільванія. Населення — 4596 осіб (2020).

## Демографія
Згідно з переписом 2010 року, у селищі мешкали 4433 особи в 1685 домогосподарствах у складі 1309 родин. Було 1805 помешкань
Расовий склад населення:
| - 98,2 % — білих - 0,4 % — чорних або афроамериканців - 0,2 % — азіатів - 0,1 % — корінних американців |

До двох чи більше рас належало 0,9 %. Частка іспаномовних становила 0,5 % від усіх жителів.
За віковим діапазоном населення розподілялося таким чином: 22,9 % — особи молодші 18 років, 64,3 % — особи у віці 18—64 років, 12,8 % — особи у віці 65 років та старші. Медіана віку мешканця становила 40,3 року. На 100 осіб жіночої статі у селищі припадало 98,2 чоловіків;  на 100 жінок у віці від 18 років та старших — 97,8 чоловіків також старших 18 років.
Середній дохід на одне домашнє господарство  становив 65 719 доларів США (медіана — 59 310), а середній дохід на одну сім'ю — 74 788 доларів (медіана — 71 207). За межею бідності перебувало 3,4 % осіб, у тому числі 4,1 % дітей у віці до 18 років та 6,9 % осіб у віці 65 років та старших.
Цивільне працевлаштоване населення становило 2697 осіб. Основні галузі зайнятості: освіта, охорона здоров'я та соціальна допомога — 38,0 %, виробництво — 11,8 %, будівництво — 9,2 %, роздрібна торгівля — 8,8 %.